# Fusigobius aureus
Fusigobius aureus és una espècie de peix de la família dels gòbids i de l'ordre dels perciformes.

## Morfologia
- Els mascles poden assolir 3,5 cm de longitud total.[4]

## Hàbitat
És un peix marí, de clima tropical i associat als esculls de corall.

## Distribució geogràfica
Es troba a Indonèsia, Salomó i el Mar del Corall.

## Observacions
És inofensiu per als humans.